# Caneda
Caneda, pseudonimo di Raffaello Canu (Milano, 30 settembre 1976), è un rapper, beatmaker e writer italiano.

## Biografia
Si avvicina all'hip hop come writer. È stato membro dai primi anni '90 della crew di writers 16k, con il tag Cano. La crew evolverà poi anche in gruppo rap, Armata 16, pubblicando l'album Spiriti liberi. Produce e collabora su diversi beats dell'album delle Sacre Scuole - 3 MC's al cubo. Successivamente, negli anni duemila entra nella Dogo Gang, allontanandosi durante il 2011 dopo una lite con Marracash. Durante quel periodo ha realizzato e pubblicato gli album da solista L'angelo da un'ala sola - Atto 2 (2006) e La farfalla dalle ali bagnate - Atto 3 (2009).
Nel 2011 firma un contratto con la Honiro Label e pubblica una serie di mixtape gratuiti. Nel 2014 firma per Newtopia, etichetta indipendente di J-Ax e Fedez pubblicando l'album La dolce vita e nel 2015 il singolo Seven, che ha visto la partecipazione di svariati rapper. Nel 2016 firma nuovamente con Honiro Label abbandonando Newtopia e pubblicando il mixtape Mozart nella giungla per il download gratuito.

## Discografia

### Album in studio
Con Armata 16
- 1999 - Spiriti liberi

Solista
- 2006 – L'angelo da un'ala sola - Atto 2
- 2009 – La farfalla dalle ali bagnate - Atto 3
- 2014 – La dolce vita

### Mixtape
- 2011 – McDonald Music
- 2012 – Nato nell'acqua
- 2012 – Il piccolo principe
- 2012 – Ancora3cmdiossigeno
- 2013 – Sinatra
- 2013 – Neda si sveglia a Mezzanotte
- 2016 – Mozart nella giungla

EP
- 2020 - Larepubblica[4]
- 2021 - Cresciuto tra i lupi[5]
- 2021 - Legend

### Singoli
- 2006 - Alice [prod. by Deleterio]
- 2006 - La città in fondo al mio cuore [prod. by Deleterio]
- 2006 - Adam 01 [prod. by Deleterio]
- 2009 - Titoli di coda (Dimenticare Milano) [prod. by Fabrizio Conte]
- 2009 - Che fine ha fatto Jessie James [prod. by Nic Sarno]
- 2009 - Icaro [prod. by Luca Bronx]
- 2009 - Il prezzo
- 2010 - Eroi [prod. by Nic Sarno & Phra]
- 2010 - La promessa di Pinocchio [prod. by 2nd Roof]
- 2010 - In 1 mondo perfetto [prod. by Marco Zangirolami]
- 2010 - Zona Uno (B.M.F. Freestyle) (feat. Guè Pequeno)
- 2010 - Safari pt. 1 freestyle
- 2011 - Sogni [prod. by Marco Zangirolami e Fabrizio Conte]
- 2011 - Tutti i miei chiodi [prod. by Shablo]
- 2011 - Dio non è al momento raggiungibile [prod. by Mas&Delayer]
- 2011 - Zero [prod. by RRR]
- 2012 - Blu
- 2012 - Madre In Italy freestyle
- 2012 - PM freestyle
- 2012 - Cattivi maestri freestyle
- 2012 - Michael Douglas freestyle
- 2012 - Il selvaggio freestyle
- 2012 - Icaro Redux freestyle
- 2012 - Volo [prod. by Big Fish]
- 2012 - Craxi Era [prod. by Nic Sarno]
- 2012 - Nuovo Battisti [prod. by Master T]
- 2012 - Lucciole
- 2012 - Nubi basse
- 2012 - Mickey & Mallory
- 2013 - Pelle
- 2013 - Nonlai/Olla (I don't like/Sosa RMX)
- 2013 - Hamburger [prod. by Lekter]
- 2013 - Piccola tigre [prod. by Elenoire]
- 2013 - Maradona [prod. by Nic Sarno]
- 2013 - Buonanotte [prod. by Nic Sarno]
- 2013 – Il cacciatore di draghi [prod. by Shablo]
- 2013 - Andromeda [prod. by Nichh]
- 2014 - Angeli da bar [prod. by Shablo]
- 2014 - Ultima fermata prima della luna [prod. by Shablo]
- 2014 - Specchio [prod. by Shablo]
- 2014 - N.E.D.A. [prod. by Shablo]
- 2015 - MadNeda (feat. Madman) [prod. by Kermit]
- 2015 – Belli e dannati [prod. by Lazy Ants]
- 2015 – Seven (feat. Rocco Hunt, J-Ax, Baby K, Emis Killa, Gemitaiz, Fedez)  [prod. by Roofio]
- 2015 – Rap (feat. Entics)  [prod. by Mastermind]
- 2016 - Samurai [prod. by Raizy Beats]
- 2016 - Unpodi [prod. by Murcielago]
- 2016 – Unpodi Remix (feat. Gemitaiz)  [prod. by Murcielago]
- 2016 – A.R.A.B. (feat. Isi Noice, Hoofer)  [prod. by Kermit]
- 2016 – Zoe [prod. by Marco Zangirolami]
- 2016 - XMatteo [prod. by Mr. Bronson]
- 2016 - Zero santi [prod. by Marco Zangirolami]
- 2017 – Freddo [prod. by Kermit]
- 2017 – Masterchef [prod. by Murcielago]
- 2017 – Diamanti [prod. by Murcielago]
- 2017 – Nostalgia della luce [prod. by $tone Gold]
- 2017 – Miami (feat. Laïoung)  [prod. by Murcielago]
- 2018 – Musica [prod. by itsdevas]
- 2018 – Banditi (feat. Gemitaiz)  [prod. by Placco]
- 2018 – Oro (feat. MadMan)  [prod. by Murcielago]
- 2018 – Napoli (feat. Class Production)  [prod. by Murcielago]
- 2018 – Eden1 (feat. Marco Zangirolami)  [prod. by Marco Zangirolami]
- 2018 – Quando La Canzone Finisce Spara! (feat. Isabella Turso)
- 2018 – Tropicana [prod. by Murcielago]
- 2018 – Algebra [prod. by itsdevas]
- 2019 - Cavalli (feat. Scriba, Desty)
- 2019 – Porno
- 2019 - Tekila
- 2019 – Piegature [prod. by Murcielago]
- 2019 - La canzone di Arianna (feat. Giulia)[6]
- 2019 - Romanzo Twitter [prod. by Hawaiian][7]
- 2019 - La roba buona [prod.by Peg]
- 2020 - Poesie per gli zarri
- 2020 - In TV i film più belli li fanno sempre di notte (Close on Sunday Remix)
- 2020 - Dio & Jordan (feat. 101 Clique)
- 2020 - A 80 strade da Gucci [prod.by Marco Zangirolami]
- 2020 - Gli spostati [prod. by Marco Zangirolami]
- 2020 - I giorni del cielo [prod. by Marco Zangirolami]
- 2021 - Bambino [prod. by Marco Zangirolami]
- 2021 - No RMX (feat. J-Ax)
- 2023 - No More Baby
- 2023 - Da qui in poi ci sono i draghi
- 2023 - AstroBoy
- 2023 - Ladro di te
- 2023 - ZebNeda
- 2024 - Roby Esce A Maggio
- 2024 - Metalneda
- 2024 - Altri Angeli
- 2024 - 1995

### Collaborazioni
- 2010 – Immobile (con Gué Pequeno, Ricardo Phillips, Dankery Harv e Shablo)
- 2010 - Non lo fare (feat. Pepp J One, Corrado, 'O Iank)
- 2011 – 3D (con Montenero)
- 2011 – Il ragazzo d'oro (con Gué Pequeno)
- 2011 – Non mi Crederai (con Gué Pequeno)
- 2011 – Mollami (con Fedez e Vincenzo da Via Anfossi)
- 2011 – Sono Ancora Qui (con Entics e Ntò)
- 2011 – Beautiful Losers (con Vacca)
- 2011 - Il mio cuore suda (con Doppia B)
- 2011 - Demoni (con Gotik)
- 2012 - Artiglieria pesante (con Gordo)
- 2013 - Nuovomondo (con Big Fish)
- 2014 - N.E.U.R.O.E.U.R.O. (con Big Fish)
- 2014 – Cioccolata (con Maruego)
- 2014 – Le Mille e una Notte (con Gemitaiz)
- 2014 - Nessuna Messa In Scena (NMIS) (con Vincenzo Da Via Anfossi)
- 2015 - Julio Iglesias (con Big Fish)
- 2016 – Parole in Teatro (con Mattia Cerrito)
- 2016 – Il cielo su Milano (con DJ Fede)
- 2016 – Le Ultime Occasioni (con DJ Fede, Primo Brown, Jake La Furia, Fred De Palma e Jack The Smoker)
- 2016 – Gigante (con Gemitaiz)
- 2016 - Cali (con Dadi)
- 2016 - Sangue blu (con Ponch)
- 2017 - Blu (con Grido)
- 2017 – Bad trip (con Izi)
- 2017 – Karmadillo (con Danti, Tormento)
- 2017 – Banditi Remix (con Gemitaiz, Diavolo Elettriko)
- 2021 - Jordan (con Mezka, Twoave)
- 2021 - SNF (con Nowuncle)
- 2021 - Bitch (con Mr. Rizzus)
- 2021 - Dogo Gang Bang (con Don Joe, Emi Lo Zio, Vincenzo da Via Anfossi, Ted Bee, Montenero)
- 2021 - Fiocchi di Neve (con Swelto)
- 2023 - Motor Valley (con Murcielago)
- 2023 - Motor Valley RMX (con Murcielago, Vray, KAYLER)